# Eisenbahnbrücke (Lüneburger Straße)

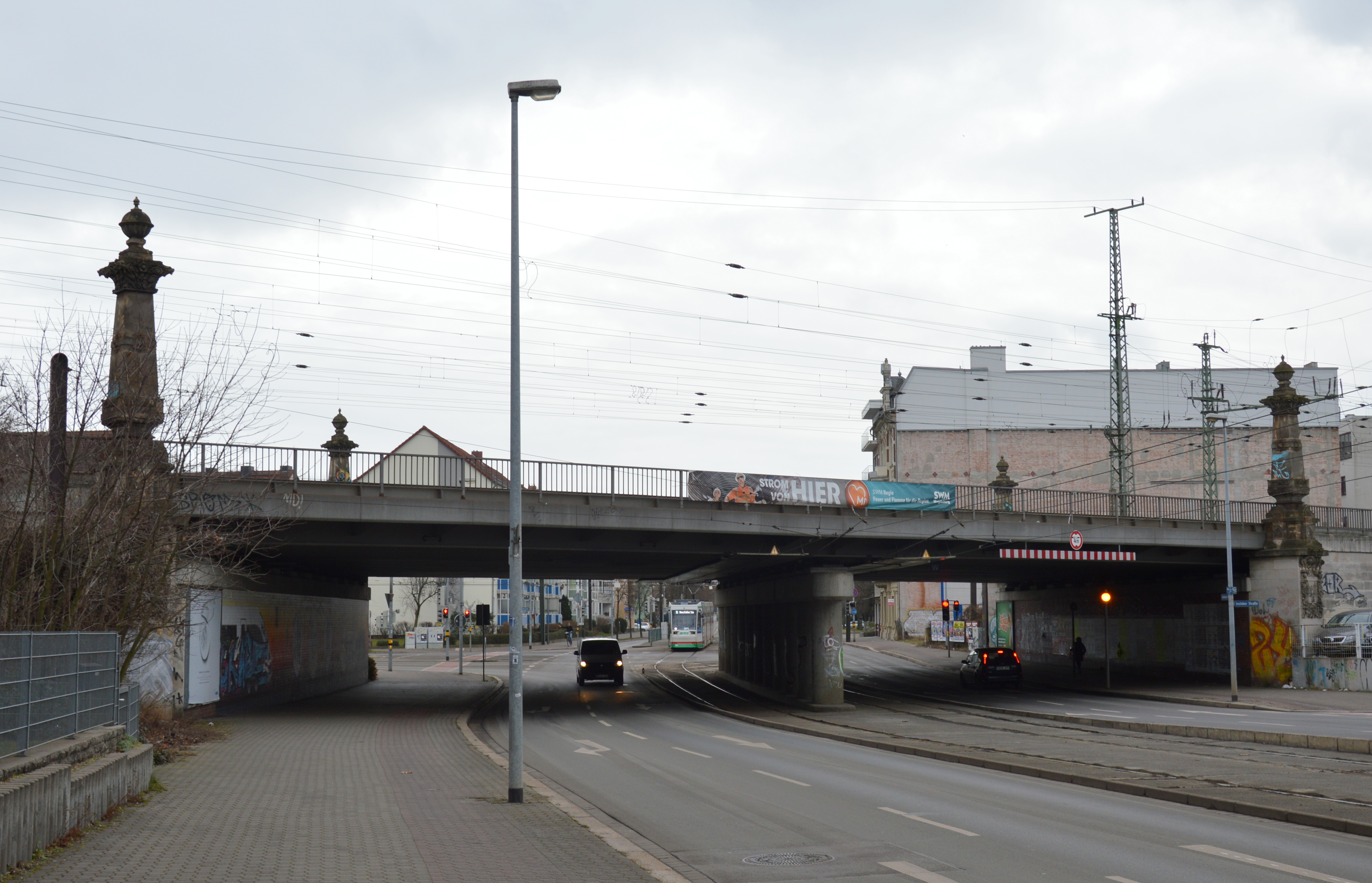
Eisenbahnbrücke, Blick von Norden, 2018

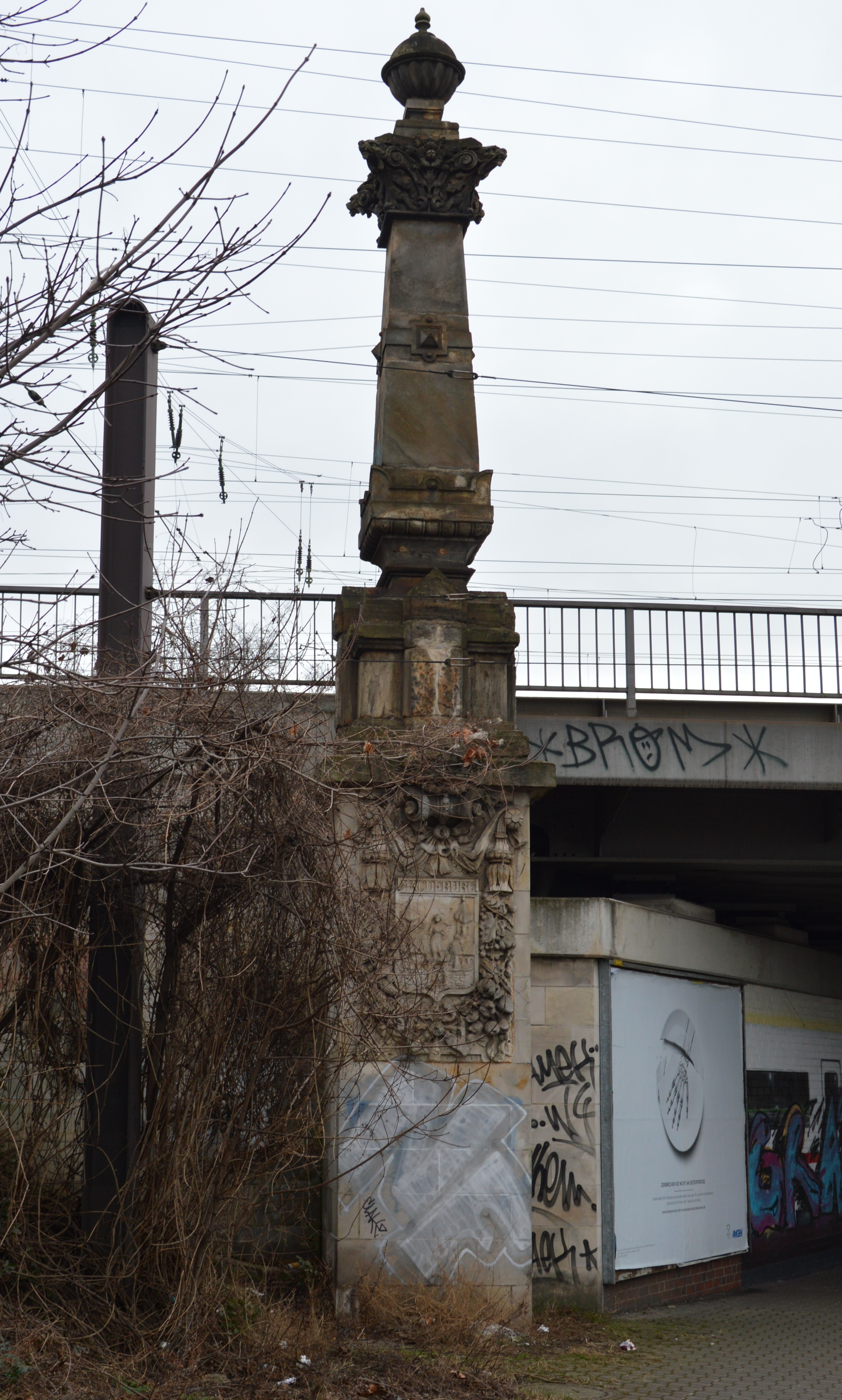
Nordöstlicher Obelisk

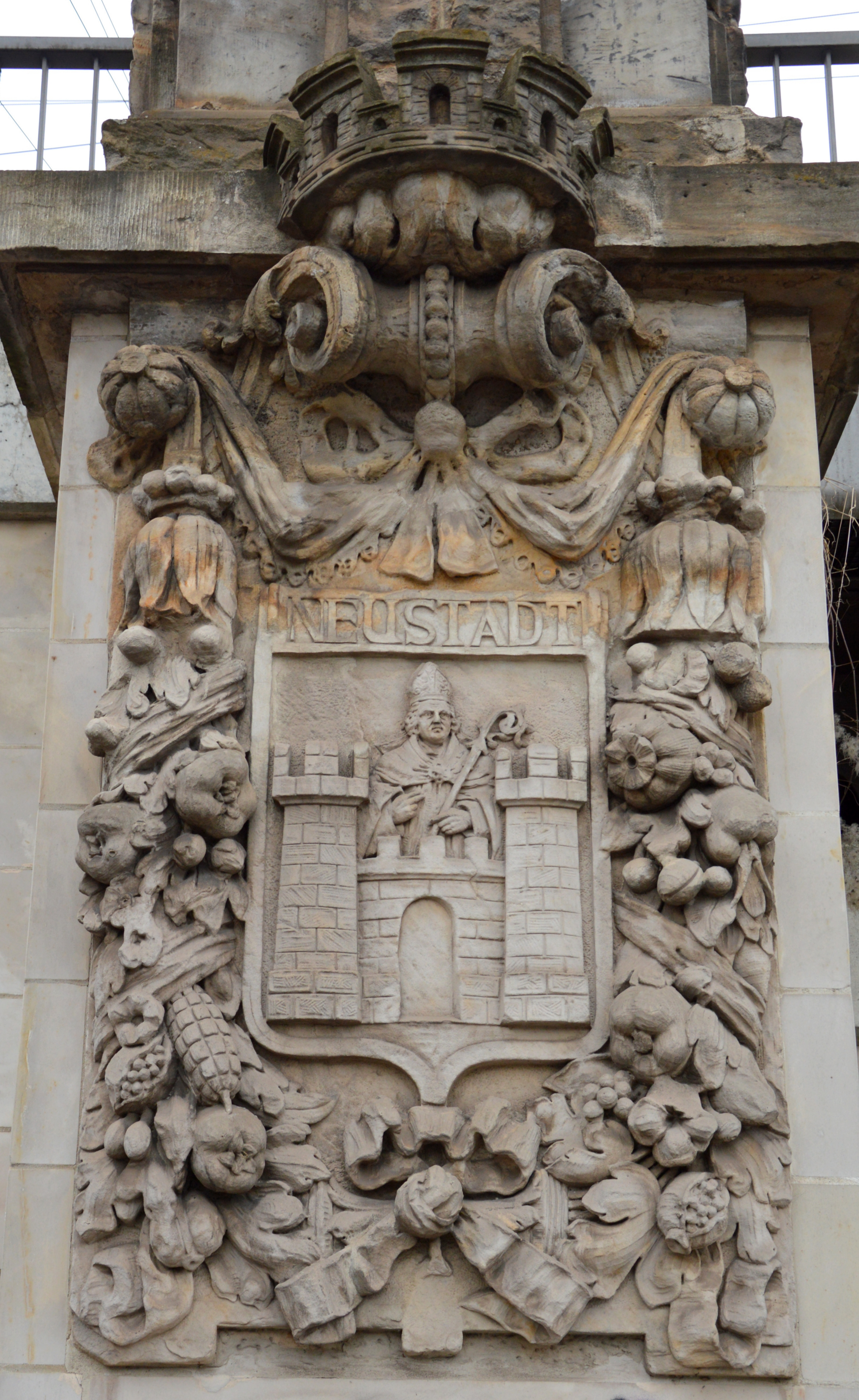
Wappen der Stadt Neustadt am südwestlichen Obelisk

Die Eisenbahnbrücke ist eine in Teilen denkmalgeschützte Eisenbahnbrücke in Magdeburg in Sachsen-Anhalt.

## Lage
Sie befindet sich am nördlichen Ende der Lüneburger Straße im Magdeburger Stadtteil Alte Neustadt und am südwestlichen Ende des Bahnhofs Magdeburg-Neustadt. Über die Brücke werden mit insgesamt sechs Gleisen die Bahnstrecken Berlin–Magdeburg, Magdeburg–Wittenberge und Schönebeck–Glindenberg geführt.

## Architektur und Geschichte
Die ursprüngliche historische Eisenbahnbrücke ist nicht erhalten und wurde Anfang des 21. Jahrhunderts durch einen modernen Neubau ersetzt. Erhalten blieben jedoch vier an den Seiten befindliche Obeliske aus Sandstein, die in den Brückenneubau integriert wurden. Die reich im Stil des Neobarock verzierten Obelisken, waren in der Zeit um 1900 im Zusammenhang mit dem Bau einer heute jedoch nicht mehr vorhandenen, zum Bahnhof Magdeburg-Neustadt führenden Treppenanlage errichtet worden.
Die westlichen Obelisken zeigen das Wappen der ehemals selbständigen Magdeburger Neustadt, die östlichen das Wappen der Stadt Magdeburg.
Im örtlichen Denkmalverzeichnis ist die Brücke unter der Erfassungsnummer 094 82760 als Baudenkmal verzeichnet.